# FreeDroidRPG
FreeDroidRPG – gra komputerowa należąca do gatunku cRPG/hack and slash tworzona przez Freedroid Dev Team. Jest częścią projektu o nazwie FreeDroid. Jest rozprowadzana na licencji GPL i można ją pobrać za darmo z internetu. Uczestnik Google Summer of Code w latach 2010 oraz 2011

## Fabuła
Akcja gry umiejscowiona jest na Ziemi w bliżej nieokreślonej przyszłości. Porządku na naszej planecie strzegą roboty, wyposażone w większości w system operacyjny opracowany przez korporację MegaSys. To właśnie ona jest prawdopodobnie odpowiedzialna za wojnę, która wybucha, gdy roboty wypowiadają posłuszeństwo ludziom i obracają się przeciw nim. W nierównej walce ginie coraz więcej ludzi, niedobitki chronią się w mieście strzeżonym przez Czerwoną Gwardię (ang. Red Guard). Jest to organizacja wojskowa złożona ze świetnie wyszkolonych i uzbrojonych, jednak despotycznych i okrutnych żołnierzy, którzy sprawują pieczę nad ludzką enklawą. Profesor Francis Spark w swoim laboratorium wybudza ze stanu hibernacji Tuksa, przedstawiciela Linarian – istot z innej planety, przybyłych na Ziemię w przeszłości z nieznanych powodów oraz przypominających z wyglądu ziemskie pingwiny. Spark ma nadzieję, że Tux jest w stanie powstrzymać agresorów i uratować ludzkość.

## Rozgrywka
Gracz wciela się w postać Tuxa – przedstawiciela rasy Linarian, wyglądem przypominającej ziemskie pingwiny. Większość czasu gry wypełnia walka z robotami stworzonymi przez MegaSys. Walka z nimi przebiega zarówno na powierzchni jak i w podziemnych labiryntach. W chwili obecnej w grze można spotkać ich 24 odmiany.

## Lokalizacja
Gra jest obecnie dostępna z trzech językach: angielskim, francuskim oraz niemieckim. Przygotowywane są także tłumaczenia na języki polski oraz rosyjski.

## Przyszłość gry
Mimo faktu, że gra w obecnej postaci jest już grywalna i możliwa do pobrania przez internet, jej twórcy podkreślają, że jest dopiero w fazie rozwoju i nie można uważać jej za skończoną. W planach znajduje się stopniowe dodawanie kolejnych zadań rozwijających fabułę, lokacji, umiejętności itp.